# Vintersar
Vinter-Sar (Satureja montana) er en lav, stedsegrøn dværgbusk med en karakteristisk, behagelig duft.

## Beskrivelse
Vækstformen er uregelmæssig og opstigende. Bladene er smalle, læderagtige og fyldt med kirtler, der giver planten en karakteristisk, behagelig duft. De uregelmæssige, lyseblå blomster sidder få sammen i bladhjørnerne.

## Hjemsted
Planten hører hjemme i de allermest udpinte jorde ved Middelhavets kyster. Den trives på gruset bund med ganske lidt vand, og man finder den sammen med arter som:
- Figen (Ficus carica).
- Fjergræs (Stipa pennata).
- Granatæble (Punica granatum).
- Have-Malurt (Arthemisia absinthium).
- Tidselkugle (Echinops ritro).

## Anvendelse
Arten kan dyrkes på friland i Danmark, især hvis man skaffer den en gruset og kalkrig jord med godt dræn på et beskyttet, men solrigt sted. Under de forhold kan man nøjes med at klippe den tilbage i april og ellers bare høste af den til f.eks. retter med kogte, grønne bønner (haricots verts), som den giver en raffineret smag til.
| Portal | Portal:Botanik |